# GMC Syclone
Der GMC Syclone war eine Hochleistungsversion des Pick-ups GMC Sonoma. Er wurde in den Modelljahren 1991 und 1992 hergestellt und brachte 1992 den gleich motorisierten GMC Typhoon auf Basis des Jimmy hervor. Es gab noch eine andere Hochleistungsversion, den Sonoma GT. Dieser bot weniger Motorleistung, galt aber als Schwestermodell.
Während seiner Herstellungszeit war der Syclone der schnellste werksmäßig gefertigte Pick-up der Welt. Automagazine verglichen sein Beschleunigungsvermögen mit dem einer Reihe von Sportwagen, einschließlich der Corvette und – in einem bekannten Test des Car and Driver – Magazins – eines Ferrari. Der Syclone hatte einen Sechszylindermotor mit Turbolader, Allradantrieb, ABS für alle vier Räder – die Ausstattungsliste glich eher der eines Porsche als der eines Pick-ups.
Sowohl der Syclone als auch der Typhoon (SyTy) hatten einen 8 cm²-Turbolader von Mitsubishi TD06-17C und einen Wasser/Luft-Zwischenkühler von Garrett. An dem 4,3 l-Vortec-V6-Motor wurden Kolben, Zylinderkopfdichtung, Auspuffanlage und Ansaugtrakt mit Einspritzsystem geändert, u. a. durch das 48 mm – Vergasergehäuse mit zwei Gasschiebern vom 5,7 l-Small Block-V8. Alle SyTys hatten die vierstufige BorgWarner-Automatik 700R4 (4L60) und das Allraddifferential vom selben Hersteller mit einer Drehmomentaufteilung von 35 % (Vorderachse) zu 65 % (Hinterachse). Beide Fahrzeuge hatten sportliche Veränderungen am Standardfahrwerk und waren im Gegensatz zu den Großserienmodellen, auf denen sie basierten, nicht für das Fahren abseits befestigter Straßen konzipiert. Der Syclone war der erste werksmäßig gefertigte Pick-up mit ABS an allen vier Rädern. Die Leistung betrug 280 bhp (209 kW) und das Drehmoment 475 Nm. Ein neuer Syclone beschleunigt in  4,7 s von 0–100 km/h und schafft die Viertelmeile in 13,4 s mit 156,8 km/h Endgeschwindigkeit.
1991 gab es den Syclone nur in Schwarz. Die 1992er-Modelle wurden mit einer größeren Farbpalette angeboten, bevor die Produktion eingestellt wurde. 2.995 Syclone wurden 1991 hergestellt und 2200 Stück 1992. 113 Stück gingen in den Export, wovon 31 wieder in die USA zurückkamen. Einige Syclone gingen auch nach Saudi-Arabien, wo sie auf metrische Größen, einem Chip für verbleites Benzin und einem Schalldämpfer anstelle des Katalysators umgerüstet wurden.
Es gab 1991 zwei privat hergestellte Sondermodelle:
- Der Marlboro-Syclone war – nach Darstellung im Hemmings Muscle Machine – Magazin von Januar 2006 – der Preis für zehn glückliche Gewinner des 1992er-Marlboro-Rennens. Mit Hilfe des Designers Larry Shinoda, der die Corvette und den Boss-Mustang entworfen hatte, fand eine erstaunliche Verwandlung der zehn schwarzen Syclone statt:
  - ASC baute das Dach im Stile eines Targa um, dessen Dacheinsatz auf der Pritsche befestigt werden konnte.
  - ASC montierte ein Schiebefenster im Heck.
  - Es gab ein Guidon Tonneau-Dach aus Blech.
  - Boyd Coddington-Cobra-Räder mit Marlboro-Emblem auf den Achskappen und Reifen vom Typ Goodyear Eagle GS-C wurden montiert.
  - Rote „Hot Licks“-Farbe von PPG wurde aufgebracht.
  - Graphik Concepts sah verlaufende weiße Streifen vor.
  - Ledersitze von Recaro wurden eingebaut.
  - Es gab ein Fünfpunkt-Rennnetz von Simpson.
  - Ein Custom Momo „Evolution“-Lenkrad wurde installiert.
  - Die Wagen hatten Soundsysteme von Sony.
  - Die Motorsteuerung wurde mit einem PROMPaq-Leistungschip aufgewertet.
  - Ein Fahrwerk von BELL Tech sorgte für eine Absenkung um 3″ (75 mm).
  - Die Auspuffanlage wurde gegen ein rostfreies Exemplar von Borla getauscht.
- Drei Indy Syclone wurden im Indy 500-Rennen am 24. Mai 1992 eingesetzt. Ihre einzige Veränderung gegenüber der Serie war ein Aufkleberpaket. Einer dieser Indy-Pick-ups wurde in den Syclone Pace Truck von PPG umgebaut, wenn er auch nicht das offizielle Pacecar war. Es wurden an ihm entscheidende Veränderungen durchgeführt, z. B. eine Mehrfarbenlackierung in Silber, Magenta und Hellblau, ein fest mit dem Dach verbundener Lampenträger, ein Kraftstofftank für den Renneinsatz und ein Feuerlöschsystem.

Syclone, Typhoon und Sonoma GT wurden von Production Automotive Services in Troy (Michigan) für GM gebaut und über deren Händlernetz verkauft.

Die Antriebsmechanik des Syclone und Typhoon wurde vorher für den Pontiac Sunbird GT genutzt, der 1990 eingestellt wurde, ein Jahr bevor der Syclone erschien.

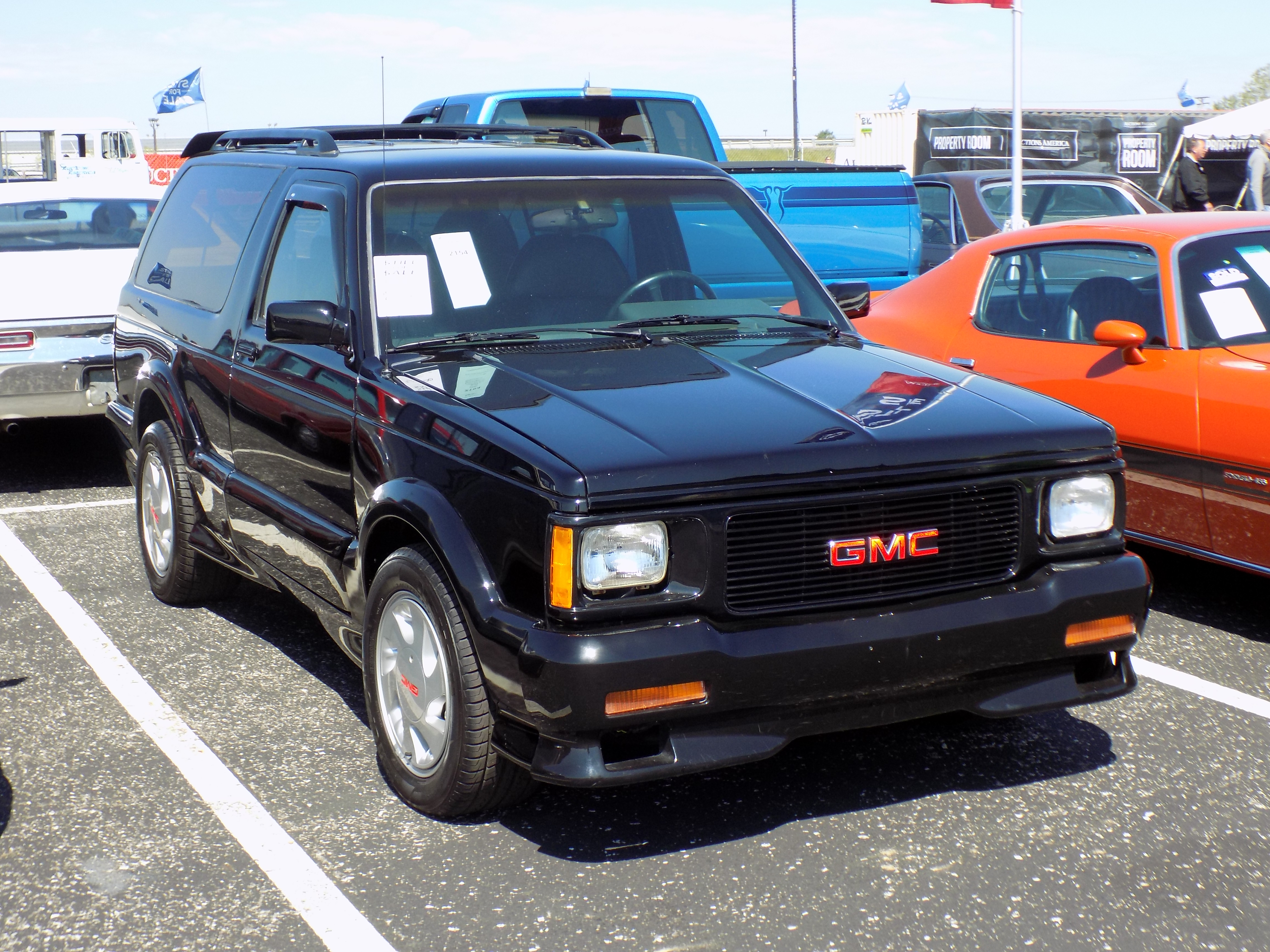
GMC Typhoon
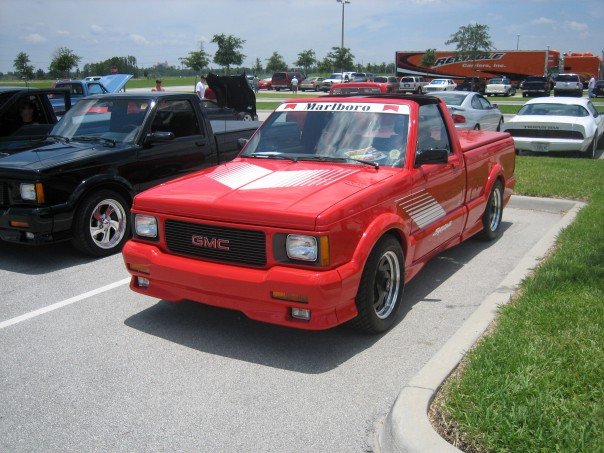
Marlboro-Syclone (1991, 10 Exemplare)

## Quelle
- Koch, Jeff: Hemmings Motor News (englisch)